# グランヴィル・ルーソン＝ゴア (初代スタッフォード侯爵)
初代スタッフォード侯爵グランヴィル・ルーソン＝ゴア（英語: Granville Leveson-Gower, 1st Marquess of Stafford, KG, PC、1721年8月4日 - 1803年10月26日）は、イギリスの政治家、貴族。
18世紀中期から後期のイギリス政界で閣僚職を歴任した。
父がゴア伯爵 (Earl Gower) に叙された1746年から自身が爵位を継承する1754年までトレンタム子爵 (Viscount Trentham) の儀礼称号で称されていた。1754年にゴア伯爵位を継承し、1786年にはスタッフォード侯爵位に叙せられた。

## 経歴
1721年8月4日、第2代ゴア男爵ジョン・ルーソン＝ゴア(後にゴア伯爵に叙される)とその先妻のイヴェリン(初代キングストン＝アポン＝ハル公爵エヴリン・ピアポントの娘)の間の長男として生まれる。
ウェストミンスター・スクールを経てオックスフォード大学クライスト・チャートへ進学。
1744年12月にビショップズ・キャッスル選挙区の補欠選挙から庶民院議員に初当選した。1747年の総選挙からはウェストミンスター選挙区、1754年4月の総選挙からはリッチフィールド選挙区に鞍替えして当選を続ける。同年12月25日に父が死去し、爵位を継承して貴族院へ移籍した。
1755年1月にスタッフォードシャー知事に就任。さらに同年12月に第4代ベッドフォード公爵ジョン・ラッセルの縁故を頼って王璽尚書に就任するとともに枢密顧問官に列した。1757年6月には主馬頭、1760年11月には衣服保管長官、1763年4月には宮内長官と転任する。しかし1765年7月にはホイッグ革新派の領袖第2代ロッキンガム侯爵チャールズ・ワトソン＝ウェントワースが首相となったことにより辞任に追いやられた。
1766年8月には首相初代チャタム伯爵ウィリアム・ピット(大ピット)から海軍大臣としての入閣を求められたが、拒否した。しかし1767年12月には第一大蔵卿の第3代グラフトン公爵オーガスタス・フィッツロイの求めに応じる形で枢密院議長に就任した。以降10年以上の長期にわたって同職に在職した。1771年2月にガーター勲章を受勲する。はじめアメリカ独立戦争継続派だったが、途中で考えを変えたため、1779年11月に枢密院議長を辞職してノース卿内閣から離れた。
彼は「国王の友」と呼ばれる親国王派の議員と見られていたので、1782年3月にノース卿内閣が崩壊した際には国王ジョージ3世から組閣を打診されたが、彼は組閣のためには野党ロッキンガム侯爵派の協力が不可欠であり、自分ではそれを得ることは不可能と判断して拝辞した。1783年3月の第2代シェルバーン伯爵ウィリアム・ペティ内閣の崩壊後も組閣の打診を受けたが、やはり拝辞している。
1783年12月にウィリアム・ピット(小ピット)内閣が成立すると再び枢密院議長として入閣した。1784年11月からは王璽尚書へ転任した。1786年3月1日にスタッフォード侯爵(Marquess of Stafford)に叙せられる。1794年7月に第3代ポートランド公爵ウィリアム・キャヴェンディッシュ＝ベンティンクの入閣を機に王璽尚書を辞した。
1803年10月26日にスタッフォードシャーのトレンタム・ホールで死去した。

## 家族
1744年12月にニコラス・ファザカーリー(Nicholas Fazakerley)の娘エリザベス(?-1746)と結婚したが、彼女は結婚後間もなく死去した。
1748年3月に初代ブリッジウォーター公爵スクロープ・エジャートンの娘ルイーザ(1723-1761)と再婚し、彼女との間に以下の4子を儲けた。
- 第1子(長女)マーガレット・キャロライン・ルーソン＝ゴア(1753-1824) ： 第5代カーライル伯爵フレデリック・ハワードと結婚。
- 第2子(次女)ルイーザ・ルーソン＝ゴア(1757-1827) ： 初代準男爵アーチボルド・マクドナルド（英語版）と結婚。
- 第3子(長男)ジョージ・グランヴィル・ルーソン＝ゴア(1758-1833) ： 初代サザーランド公爵、第2代スタッフォード侯爵、第3代ゴア伯爵
- 第4子(三女)アン・ルーソン＝ゴア(1761-1832) ： エドワード・ヴァーノン・ハーコートと結婚

1768年5月には第6代ギャロウェイ伯爵アレグザンダー・ステュアートの娘スザンナ(?-1805)と三度目の結婚をし、彼女との間に以下の4子を儲けた。
- 第5子(四女)ジョージナ・オーガスタ・ルーソン＝ゴア(?-1806) ： 第2代セント・ジャーマンズ伯爵（英語版）ウィリアム・エリオット（英語版）と結婚。
- 第6子(五女)スーザン・ルーソン＝ゴア(1771-1838) ： 初代ハロービー伯爵（英語版）ダドリー・ライダー（英語版）と結婚。
- 第7子(六女)シャーロッテ・ソフィア・ルーソン＝ゴア(1771-1854) ： 第6代ボーフォート公爵ヘンリー・サマセット（英語版）と結婚。
- 第8子(次男)グランヴィル・ルーソン＝ゴア ： 初代グランヴィル伯爵